# Laophontodes spongiosus
Laophontodes spongiosus is een eenoogkreeftjessoort uit de familie van de Ancorabolidae. De wetenschappelijke naam van de soort is voor het eerst geldig gepubliceerd in 1994 door Schizas & Shirley.